# Мандерн
Мандерн (њем. Mandern) општина је у њемачкој савезној држави Рајна-Палатинат. Једно је од 103 општинска средишта округа Трир-Сарбург. Према процјени из 2010. у општини је живјело 899 становника. Посједује регионалну шифру (AGS) 7235081.

## Географски и демографски подаци
Мандерн се налази у савезној држави Рајна-Палатинат у округу Трир-Сарбург. Општина се налази на надморској висини од 443 метра. Површина општине износи 24,0 km². У самом мјесту је, према процјени из 2010. године, живјело 899 становника. Просјечна густина становништва износи 38 становника/km².